# Frenchtown-Rumbly
Frenchtown-Rumbly es un lugar designado por el censo ubicado en el condado de Somerset en el estado estadounidense de Maryland. En el Censo de 2010 tenía una población de 100 habitantes y una densidad poblacional de 4,6 personas por km².

## Geografía
Frenchtown-Rumbly se encuentra ubicado en las coordenadas 38°4′28″N 75°51′12″O / 38.07444, -75.85333. Según la Oficina del Censo de los Estados Unidos, Frenchtown-Rumbly tiene una superficie total de 21.74 km², de la cual 9.73 km² corresponden a tierra firme y (55.22%) 12 km² es agua.

## Demografía
Según el censo de 2010, había 100 personas residiendo en Frenchtown-Rumbly. La densidad de población era de 4,6 hab./km². De los 100 habitantes, Frenchtown-Rumbly estaba compuesto por el 96% blancos, el 2% eran afroamericanos, el 2% eran amerindios, el 0% eran asiáticos, el 0% eran isleños del Pacífico, el 0% eran de otras razas y el 0% pertenecían a dos o más razas. Del total de la población el 0% eran hispanos o latinos de cualquier raza.